# Olof Rosenqvist
Per Olof Rosenqvist, född 1 september 1924 i Annedals församling, död 16 december 2008 i Härlanda församling, var en svensk fotbollsspelare.
Rosenqvist var bror till Gaisikonen Sixten "Tjärpapp" Rosenqvist och spelade en enda match för Gais i Allsvenskan 1942/1943. Han omnämns 1948 som spelande för Lundby IF.
Han är gravsatt på Östra kyrkogården i Göteborg.